# Le Bez
Le Bez település Franciaországban, Tarn megyében. Lakosainak száma 901 fő (2022. január 1.). Le Bez Brassac, Burlats, Cambounès, Fontrieu, Lacrouzette, Lasfaillades, Saint-Salvy-de-la-Balme és Vabre községekkel határos.

## Népesség
A település népességének változása:
| Lakosok száma | 842  | 839  | 860  | 831  | 823  | 821  | 848  | 874  | 901  |
|               | 2013 | 2015 | 2016 | 2017 | 2018 | 2019 | 2020 | 2021 | 2022 |